# Стенчешть (Горж)
Стенчешть, Стенчешті (рум. Stăncești) — село у повіті Горж в Румунії. Входить до складу комуни Мушетешть. Населення становить 393 осіб, станом на 2002 рік
Село розташоване на відстані 223 км на північний захід від Бухареста, 21 км на північний схід від Тиргу-Жіу, 98 км на північ від Крайови.

## Населення
За даними перепису населення 2002 року у селі проживали 393 особи, усі — румуни. Усі жителі села рідною мовою назвали румунську.